# Droga krajowa B17 (Niemcy)
Droga krajowa 17 (niem. Bundesstraße 17, B 17) – niemiecka droga krajowa przebiegająca  na osi północ - południe i stanowi połączenie Augsburga z Füssen w Bawarii.

## Miejscowości leżące przy B17
Augsburg, Königsbrunn, Oberottmarshausen, Kleinaitingen, Lagerlechfeld, Klosterlechfeld, Kolonie Hurlach, Kaufering, Landsberg am Lech, Fuchstal, Denklingen, Kinsau, Hohenfurch, Schongau, Peiting, Kurzenried, Staltannen, Lauterbach, Steingaden, Trauchgau, Halblech, Buching, Schwangau, Füssen.

## Opis trasy
Początkowo planowana jako A91 jest rozbudowywana docelowo do czteropasmówki pomiędzy Augsburgiem a Landsbergiem.
Pokrywa się częściowo ze szlakiem historycznej Via Claudia Augusta.